# Rhinacanthus
Rhinacanthus is een geslacht van planten uit de acanthusfamilie (Acanthaceae). De soorten uit het geslacht komen voor in de (sub)tropische delen van de Oude Wereld.

## Soorten
- Rhinacanthus angolensis I.Darbysh.
- Rhinacanthus angulicaulis I.Darbysh.
- Rhinacanthus beesianus Diels
- Rhinacanthus breviflorus Benoist
- Rhinacanthus calcaratus (Wall.) Nees
- Rhinacanthus dichotomus (Lindau) I.Darbysh.
- Rhinacanthus flavovirens Amaras. & Wijes.
- Rhinacanthus gracilis Klotzsch
- Rhinacanthus grandiflorus Dunn
- Rhinacanthus humilis Benoist
- Rhinacanthus kaokoensis K.Balkwill & S.D.Will.
- Rhinacanthus mucronatus Ensermu
- Rhinacanthus nasutus (L.) Kurz
- Rhinacanthus oblongus (Nees) Nees
- Rhinacanthus obtusifolius (Heine) I.Darbysh.
- Rhinacanthus perrieri Benoist
- Rhinacanthus polonnaruwensis L.H.Cramer
- Rhinacanthus pulcher Milne-Redh.
- Rhinacanthus rotundifolius C.B.Clarke
- Rhinacanthus scoparius Balf.f.
- Rhinacanthus selousensis I.Darbysh.
- Rhinacanthus submontanus T.Harris & I.Darbysh.
- Rhinacanthus virens (Nees) Milne-Redh.
- Rhinacanthus xerophilus A.Meeuse
- Rhinacanthus zambesiacus I.Darbysh.

... · 
Acanthopsis · 
Acanthus · 
Achyrocalyx · 
Afrofittonia · 
Ambongia · 
Ancistranthus · 
Andrographis · 
Angkalanthus · 
Anisacanthus · 
Anisosepalum · 
Anisotes · 
Anomacanthus · 
Aphanosperma · 
Aphelandra · 
Ascotheca · 
Asystasia · 
Avicennia · 
Ballochia · 
Barleria · 
Barleriola · 
Blepharis · 
Borneacanthus · 
Boutonia · 
Brachystephanus · 
Bravaisia · 
Brillantaisia · 
Brunoniella · 
Calacanthus · 
Calycacanthus · 
Camarotea · 
Carlowrightia · 
Celerina · 
Cephalacanthus · 
Chalarothyrsus · 
Chamaeranthemum · 
Chileranthemum · 
Chlamydacanthus · 
Chlamydocardia · 
Chorisochora · 
Chroesthes · 
Clinacanthus · 
Clistax · 
Codonacanthus · 
Conocalyx · 
Cosmianthemum · 
Crabbea · 
Crossandra · 
Crossandrella · 
Cyclacanthus · 
Cynarospermum · 
Cyphacanthus · 
Danguya · 
Dasytropis · 
Dichazothece · 
Dicladanthera · 
Dicliptera · 
Dischistocalyx · 
Duosperma · 
Dyschoriste · 
Ecbolium · 
Echinacanthus · 
Elytraria · 
Encephalosphaera · 
Eranthemum · 
Eremomastax · 
Filetia · 
Fittonia · 
Forcipella · 
Glossochilus · 
Graphandra · 
Graptophyllum · 
Gymnostachyum · 
Gypsacanthus · 
Hansteinia · 
Haplanthodes · 
Harpochilus · 
Hemigraphis · 
Henrya · 
Herpetacanthus · 
Heteradelphia · 
Holographis · 
Hoverdenia · 
Hulemacanthus · 
Hygrophila · 
Hypoestes · 
Ichthyostoma · 
Isoglossa · 
Isotheca · 
Jadunia · 
Justicia · 
Kalbreyeriella · 
Kosmosiphon · 
Kudoacanthus · 
Lankesteria · 
Leandriella · 
Lepidagathis · 
Megalochlamys ·
Ruellia · 
Strobilanthes · 
Thunbergia · 
...